# Izabela Dylewska
Izabela Dylewska-Światowiak, née le 16 mars 1968 à Nowy Dwór, est un kayakiste polonaise.

## Carrière
Izabela Dylewska participe aux Jeux olympiques de 1988 à Séoul et aux Jeux olympiques d'été de 1992 à Barcelone et remporte la médaille de bronze lors des deux éditions dans l'épreuve du K-1 500m.